# Pałace na Malcie

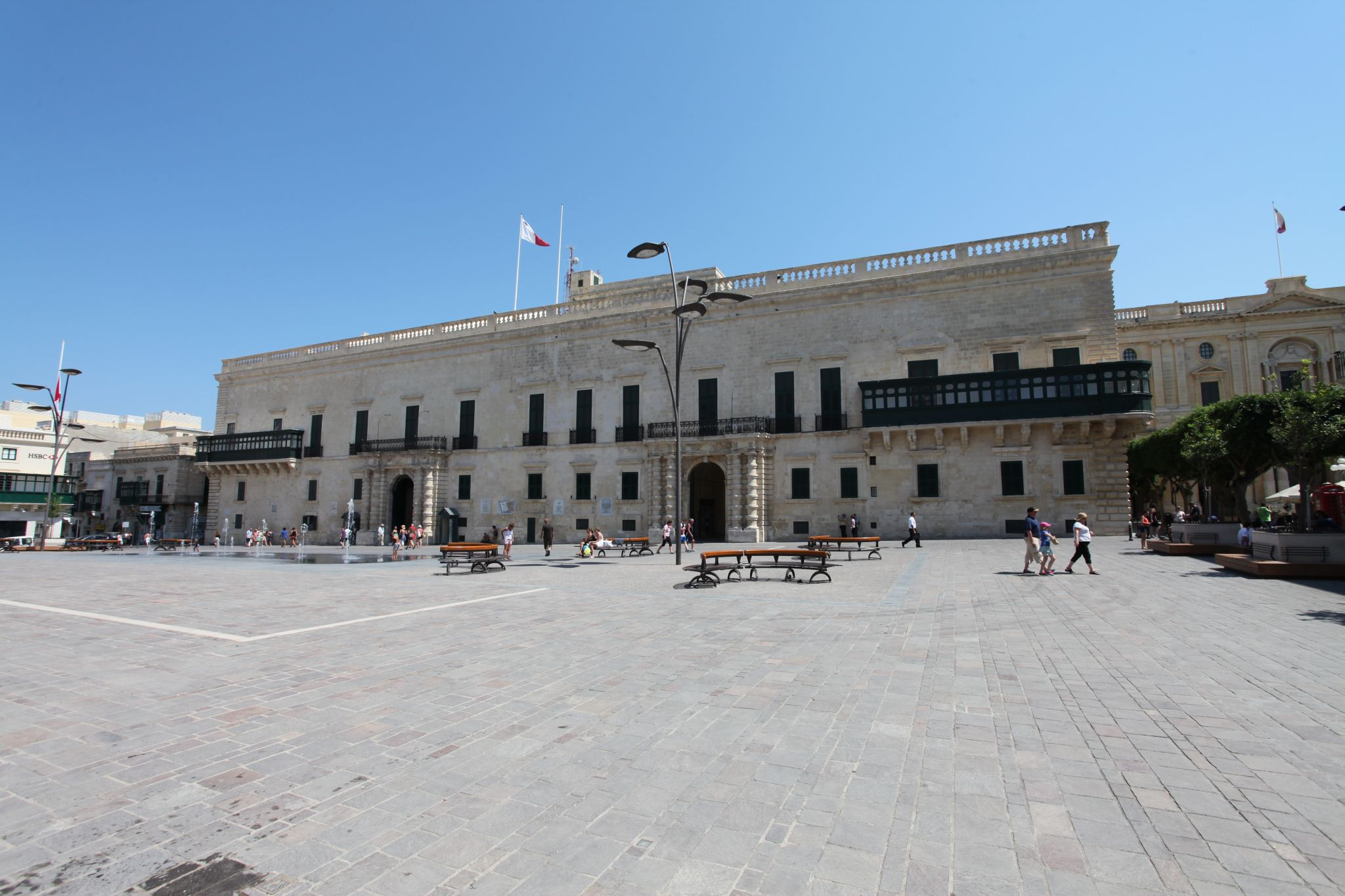
Pałac Wielkiego Mistrza w Valletcie

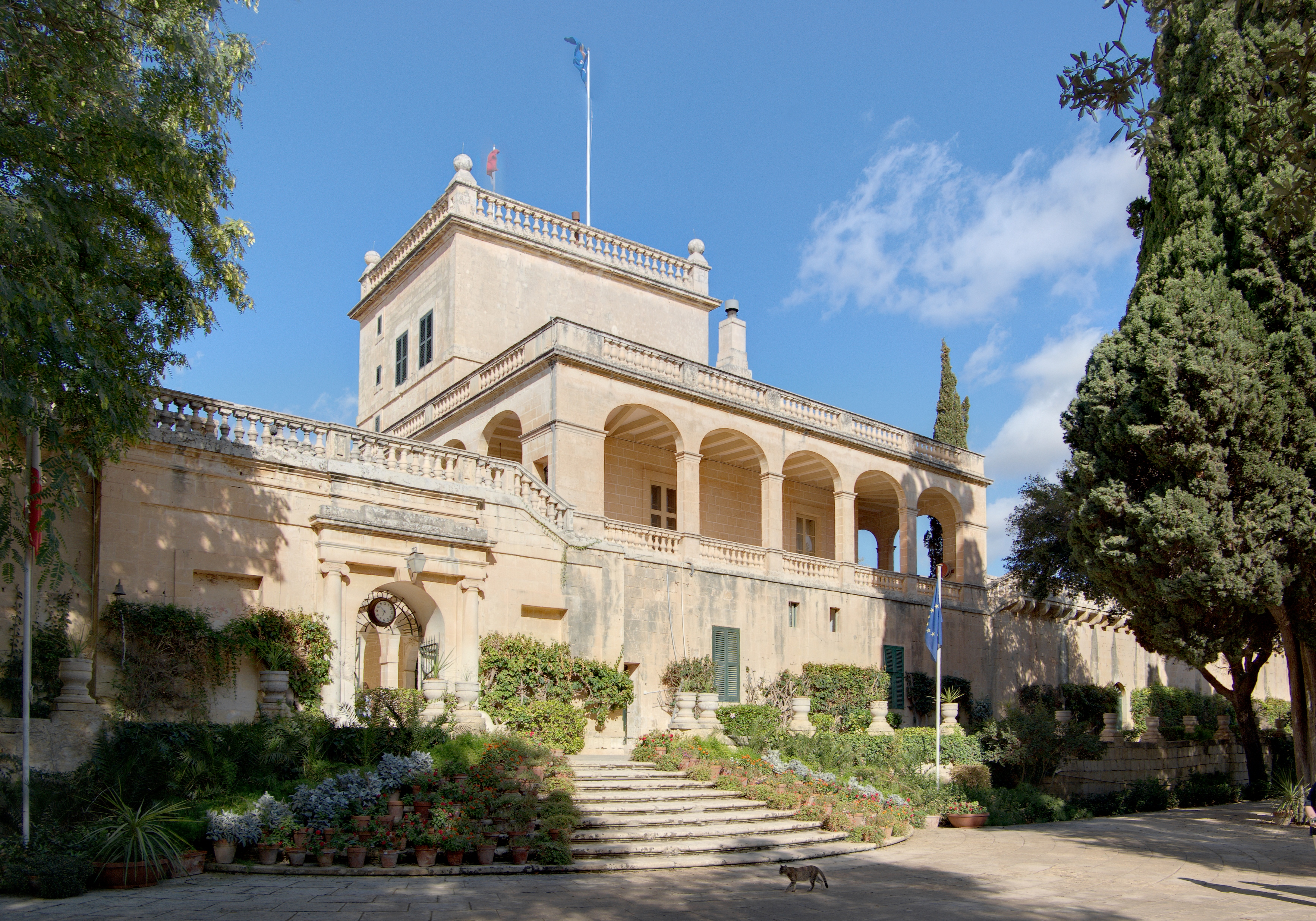
Pałac San Anton w Attard

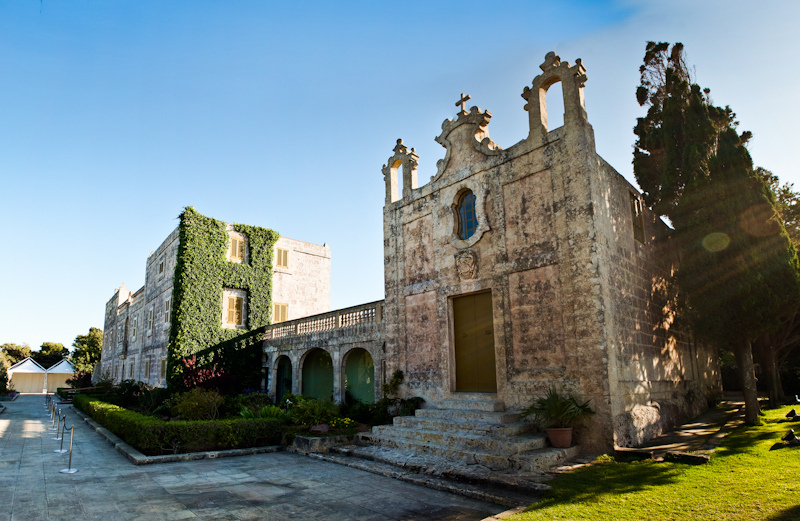
Girgenti Palace – pałac koło Siġġiewi

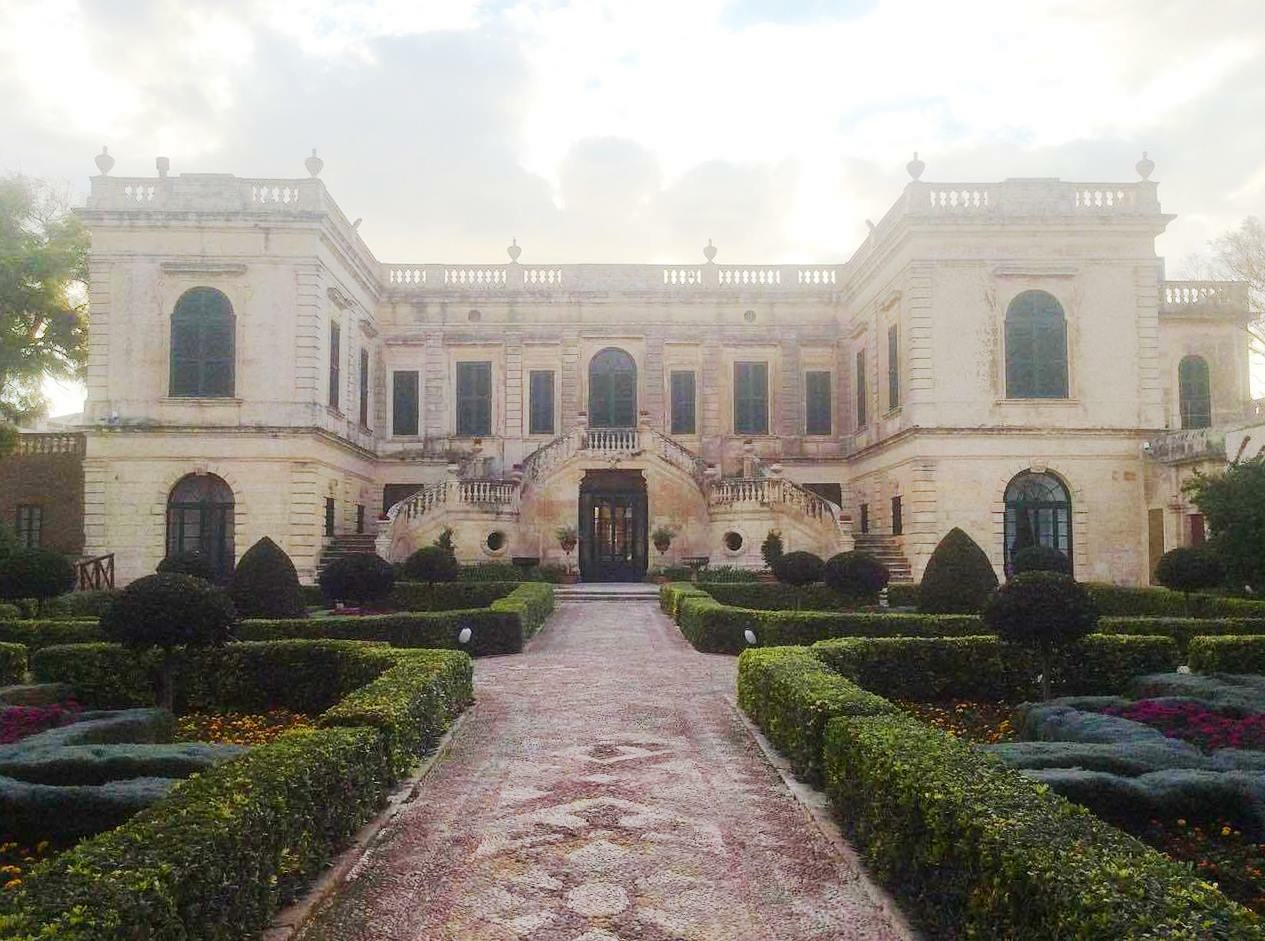
Villa Francia widziana z frontowego ogrodu

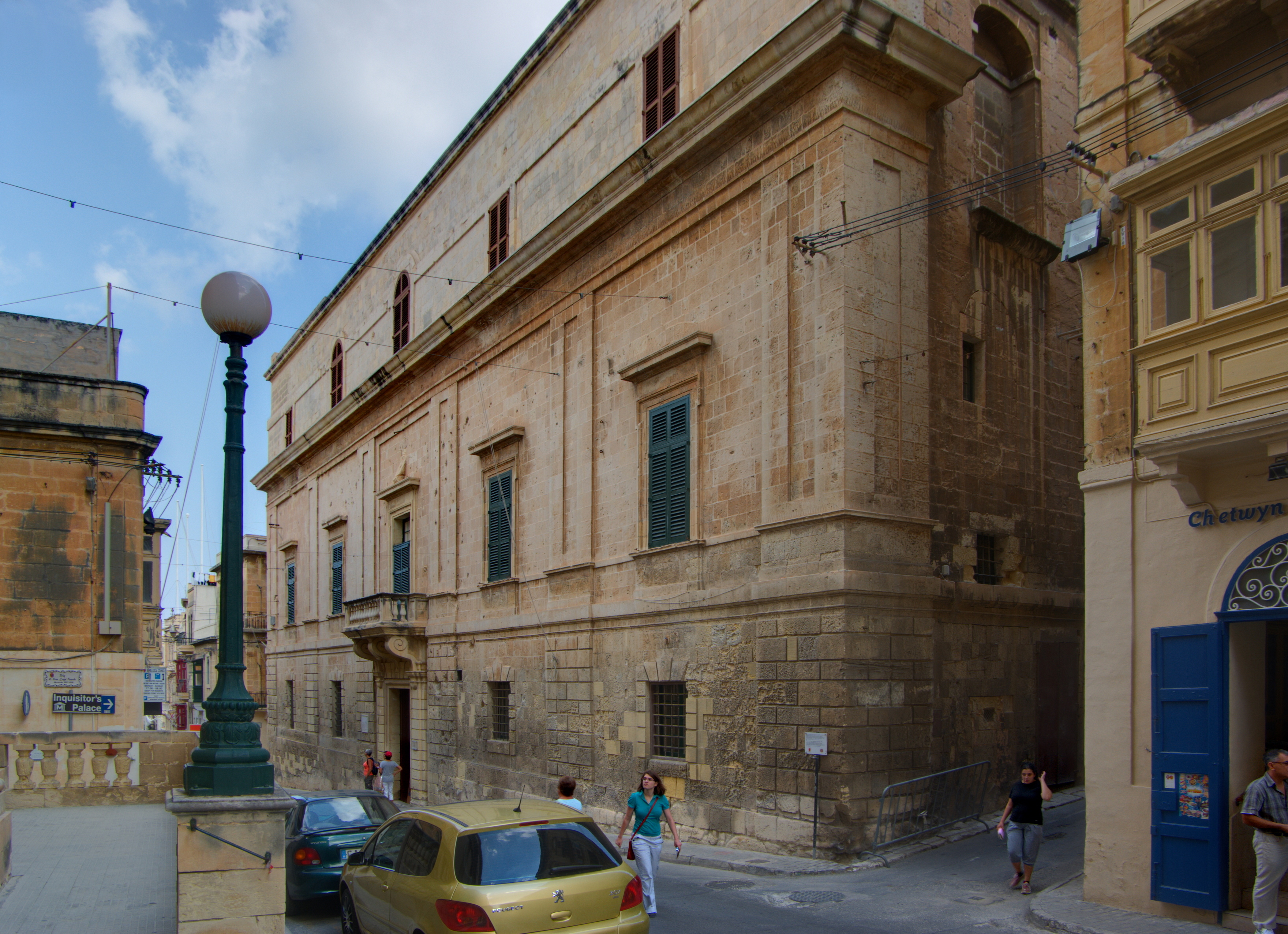
Fasada Pałacu Inkwizytora

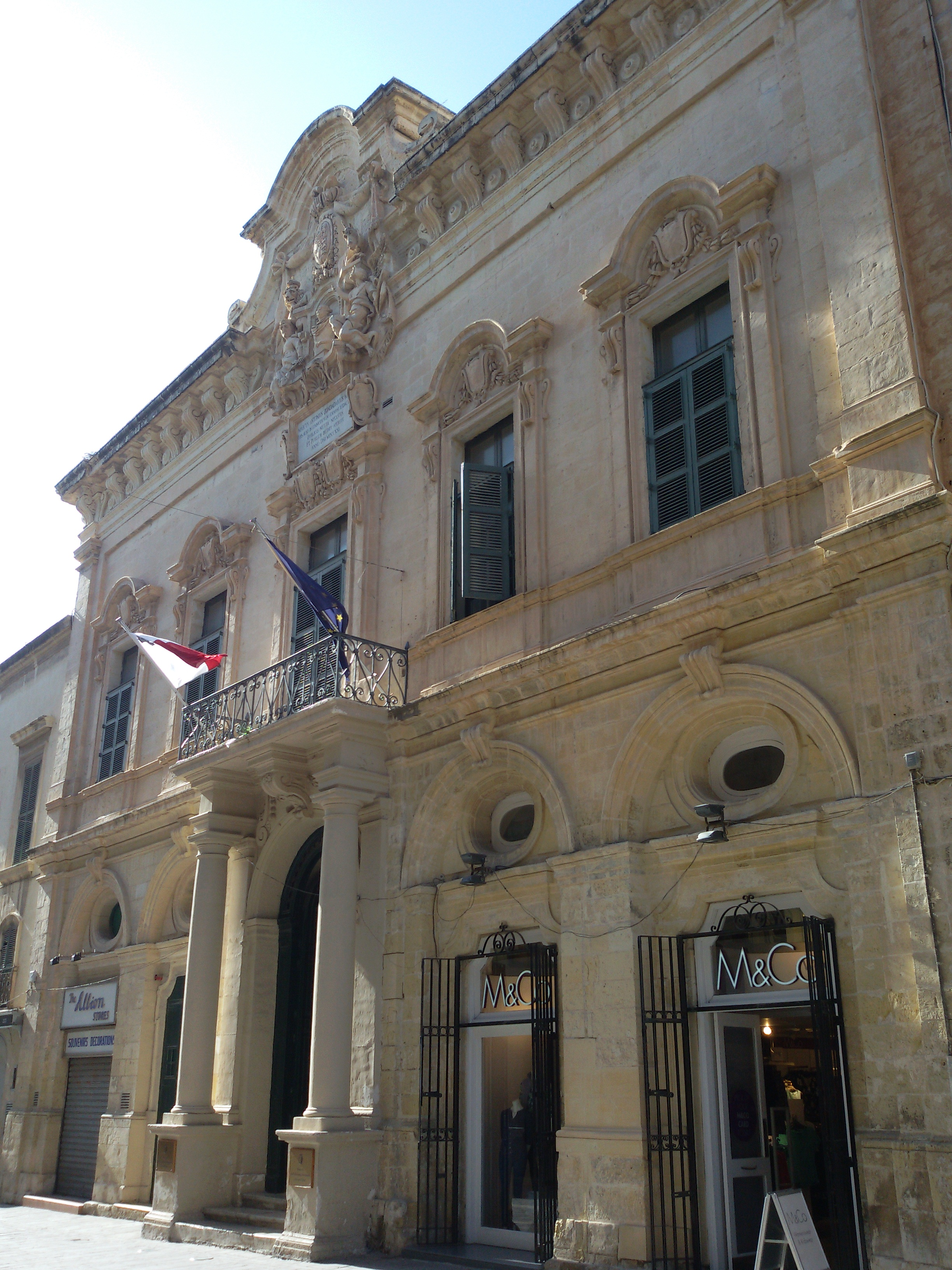
Banca Giuratale w Valletcie

Pałace na Malcie – na Malcie można spotkać liczne pałace, często liczące kilkaset lat. Wiele z nich jest wykorzystywanych przez władze państwowe, jako rezydencje i siedziby. Najpopularniejsze pałace można znaleźć w Valletcie, gdzie znajduje się m.in. zabytkowy Pałac Wielkiego Mistrza, w którym mieści się urząd prezydenta Malty.

## Pałace wykorzystywane przez władze kraju
- Pałac Wielkiego Mistrza – zabytkowy pałac w Valletcie. Mieści się tu urząd prezydenta. Do 4 maja 2015 r. miał tu również swoje posiedzenia Parlament Malty, przeniesiony teraz na nowe miejsce[1].

- Pałac San Anton – pałac w Attard, oficjalna rezydencja prezydenta Malty[2].

- Girgenti Palace – pałac koło Siġġiewi. Zbudowany w roku 1625 jako letnia rezydencja maltańskiego inkwizytora, dlatego jest też znany jako Inquisitor’s Palace (malt. Palazz tal-Inkwiżitur, potocznie tal-Inkisitur). Pałac dziś jest oficjalną letnią rezydencją premiera Malty[3].

- Villa Francia – XVIII-wieczny pałac w Lija, zbudowany około 1757 roku przez Francesco Preziosi w stylu architektury barokowej, która w tamtych czasach dawała arystokracji poczucie dumy i mocy. Aktualnie jest oficjalną rezydencją premiera Malty[4].

- Castellania w Valletcie – były budynek sądowy oraz więzienie w Valletcie. Zbudowany przez Zakon Joannitów pomiędzy rokiem 1757 a 1760 na miejscu wcześniejszego, zbudowanego w roku 1572, budynku sądowego. Aktualnie część budynku wykorzystywana jest przez Ministerstwo Zdrowia i Opieki Społecznej[5].

- Banca Giuratale w Valletcie – pałac w Valletcie. Został zbudowany w XVIII w. dla miejskiej rady administracyjnej i był następnie używany jako Główny Urząd Pocztowy oraz Urząd Stanu Cywilnego. Aktualnie w nim mieści się Ministerstwo Gospodarki, Inwestycji i Małego Biznesu[6].

- Zajazd Bawarski – pałac w Valletcie. Zbudowany jako Palazzo Carniero w roku 1696, był rezydencją wielkiego mistrza Marc’Antonio Zondadariego we wczesnych latach XVIII wieku. Od roku 1997 znajdują się tam główne biura Rządowego Departamentu Nieruchomości[7].

## Pałace pełniące role muzeów i archiwów
- Banca Giuratale w Mdinie – pałac w Mdinie. Zbudowany w XVIII w. dla miejskiej rady administracyjnej oraz sądów. Był później używany jako prywatna rezydencja oraz szkoła. Aktualnie mieści się w nim część Państwowego Archiwum Malty[8].

- Pałac Inkwizytora – pałac w Birgu. Był siedzibą maltańskiej Inkwizycji w latach 1574 – 1798; znany był wtedy pod nazwą Palazzo del Sant'Officio.  Następnie służył jako szpital wojskowy, kantyna oraz klasztor. Od roku 1966 znajduje się w nim muzeum, znane od roku 1992 jako Narodowe Muzeum Etnografii (National Museum of Ethnography)[9].

- Palazzo Vilhena – pałac w Mdinie zbudowany w stylu francuskiego baroku. Został wybudowany w latach 1726–1728 na miejscu zgromadzeń Universita (lokalnej rady). Pałac był używany jako szpital w XIX i XX w., po 1909 r. znany był jako Connaught Hospital. Od 1973 mieści się w nim Narodowe Muzeum Historii Naturalnej[10].

## Prywatne pałace
- Spinola Palace w Valletcie – pałac w Valletcie. W XVII i XVIII wieku należał do rodziny Spinola. Około 30% budynku zostało zburzone w XX wieku, pozostałe dwa skrzydła są używane jako główna siedziba Lombard Banku[11].

- Dragonara Palace – pałac w St. Julian’s. Został zbudowany w 1870, jako letnia rezydencja rodziny Scicluna. Pałac obecnie znany jest jako kasyno o nazwie Dragonara Casino (przyjmuje ono ok. 350 000 bywalców rocznie, co czyni go najpopularniejszym kasynem na Malcie)[12].

- Palazzo Capua – neoklasyczny pałac z początku XIX wieku, położony w Sliemie. Zbudowany przez rosyjskiego bankiera, który nazwał go Selma Hall. Aktualnie budynek mieści hotel butikowy, zaś na miejscu ogrodów pałacowych zbudowany jest St. James Capua Hospital[13]

- Casa Rocca Piccola – pałac w Valletcie, dom rodziny arystokratycznej de Piro[7].

- Selmun Palace – pałac na półwyspie Selmun (Selmun Peninsula) w Mellieħa. Zbudowany w XVIII wieku przez Monte della Redenzione degli Schiavi, jego budowa opłacona została przez Monte di Pietà[14].

- Palazzo Parisio w Naxxar – pałac w Naxxar. Został zbudowany jako domek myśliwski w 1733, i był używany jako letnia lub stała rezydencja, koszary oraz college, zanim został kupiony przez markiza Sciclunę w 1898. Markiz upiększył budynek na początku XX w., przekształcając go w pałac. Dzisiaj Palazzo Parisio i ogrody go otaczające są w dobrym stanie i są otwarte dla publiczności (są także miejscem uroczystości weselnych)[15].

- Palazzo Ferreria – pałac niedaleko bramy wejściowej do Valletty. Zbudowany pod koniec XIX wieku. Projektantem obiektu był architekt Giuseppe Bonavia; był to pierwszy budynek na Malcie posiadający drewniane balkony[16].

- Palazzo Santa Sofia – pałac w Mdinie na Malcie. Jego część parterowa została zbudowana w roku 1233, uznawany jest za najstarszy istniejący budynek w mieście. Piętro pochodzi ze znacznie późniejszego okresu, zbudowane zostało w XX wieku. Nie jest otwarty dla publiczności, chociaż można go wynajmować na uroczyste obiady, coctail party, wykłady, prelekcje lub inne okazje[17].

- Zammitello Palace – XIX-wieczny budynek na peryferiach Mġarr, przy drodze wiodącej do Ġnejny. Jest on obecnie używany do urządzania przyjęć weselnych[18]

- Palazzo Costanzo – pałac w Mdinie, zbudowany w roku 1666 przez Tomaso Costanzo, potomka szlacheckiej rodziny z Sycylii, jako rezydencja rodzinna. Obecnie w pałacu znajduje się restauracja, kawiarnia, sklep z pamiątkami oraz wystawiany jest Medieval Times Show, wprowadzający widza w lokalne życie w XIV i XV wieku[19].